# 吴镜沆
吴镜沆，河南固始人，是一名清朝政治人物。举人出身。
吴镜沆曾于1903年接替章鸿森任嘉定县知县一职，1904年由李乐善接任。